# Alfred Einhorn
Alfred Einhorn (Hamburgo, 27 de fevereiro de 1856 — 21 de março de 1917) foi um químico alemão.
Foi o primeiro a sintetisar a procaína.